# Ден Оттеландер, Паул
Па́ул ден Оттела́ндер (нидерл. Paul den Ottelander; 11 мая 1920, Амстердам — 8 февраля 2008, там же) — нидерландский футболист, игравший на позиции крайнего нападающего, выступал за амстердамский «Аякс».

## Спортивная карьера
В 1930-х годах был членом футбольного клуба «Аванти». В июле 1937 года подал запрос на переход в «Аякс». На тот момент он проживал в восточной части Амстердама по адресу Схолленбрюгстрат 9. В марте 1938 года получил разрешение на переход, хотя был принят в клуб ещё летом предыдущего года. В сезоне 1939/40 играл на позиции правого крайнего нападающего за второй состав «Аякса», за эту команду также выступал Карел Крамвинкел и Боб де Конинг.
В чемпионате Нидерландов дебютировал 10 ноября 1940 года в домашнем матче с «Харлемом», сыграв на позиции левого крайнего нападающего вместо Эрвина ван Вейнгардена. На 17-й минуте ден Оттеландер открыл счёт в матче, но игроки «Харлема» сравняли счёт до конца первого тайма, а во второй половине игры довели матч до крупной победы (1:4). В последний раз в рамках чемпионата страны сыграл 24 ноября в матче 10-го тура против роттердамского СВВ —  ден Оттеландер отметился голевым пасом, а его команда одержала победу со счётом 2:4. В сентябре 1941 года отметился голом в матче с ДЕК, который проходил в рамках предсезонного турнира Кубок Франкендал.
В декабре 1943 года было объявлено, что Паул стал членом немецкого клуба «Шёнебек». В январе 1946 года запросил переход в клуб ДЕК. В апреле того же года комиссия по очистке Футбольного союза Нидерландов, которая после войны занималась отстранением футболистов и должностных лиц сотрудничавших с нацистами, вынесла выговор ден Оттеландеру и ещё троим игрокам «Аякса», включая Хенка Бломвлита и Дика Бена.

## Личная жизнь
Отец — Питер ден Оттеландер, был родом из Горинхема, мать — Йоханна Мария Диллен, родилась в Амстердаме. Родители поженились в январе 1917 года в Амстердаме — на момент женитьбы отец был портным. В их семье было ещё две дочери: Питернелла Йоханна и Герда.
Женился в возрасте двадцати одного года — его супругой стала 19-летняя Аннигье Смит, уроженка Аудер-Амстела. Их брак был зарегистрирован 24 июля 1941 года в Амстердаме. В брака родилось трое детей: сыновья Роберт Паул и Паул Питер, дочь Аннита Паулине. Во время оккупации Нидерландов в 1943 году выезжал на принудительные работы в Германию, был бухгалтером в авиастроительной компании Junkers.
В 1948 году переехал в Батавию, где проживал и работал на протяжении 10 лет, а с 1958 года жил с семьей в Хилверсюме.
Умер 8 февраля 2002 года в Амстердаме в возрасте 81 года.